# Знамення (фільм)
«Знаме́ння» (англ. Knowing, дослівно «Знання») — американська містична драма режисера Алекса Прояса (був також продюсером), що вийшла 2009 року. У головних ролях Ніколас Кейдж, Роуз Бірн.
Сценаристами стрічки були Раян Дуґлас Пірсон, Джульєтта Сноуден і Стайлс Вайт, продюсерами — Тодд Блек, Джейсон Блюменталь і Стів Тиш. Вперше фільм продемонстрували 9 березня 2009 року у США.
В Україні у кінопрокаті прем'єра фільму відбулась 26 березня 2009 року. Переклад та озвучення українською мовою зроблено студією «Tretyakoff production» на замовлення Aurora Distribution.

## Сюжет
1959 рік. При святкуванні відкриття початкової школи Вільяма Доуса всі учні повинні намалювати своє бачення майбутнього, після чого малюнки будуть заховані в «Капсулу часу» на наступні 50 років. Дівчинці на ім'я Люсінда Ембрі не дають закінчити свій малюнок, що являє собою хаотичний набір цифр від 0 до 9, і вона зникає зі святкової церемонії. Наступного дня вчителька знаходить її в шафі спортзалу, де вона видряпувала решту цифр на дерев'яних дверях і благала «зупинити шепіт».
2009 рік. Контейнер з малюнками витягують на поверхню, і лист з цифрами потрапляє в руки хлопчикові Калебу, синові астрофізика і професора MIT Джона Кестлера. Вважаючи спершу малюнок Люсінди безглуздим набором цифр, Джон випадково виявляє, що цифри точно вказують на дати, кількість жертв і координати різних техногенних катастроф, що трапилися за останні 50 років. В одній з цих катастроф (пожежа в готелі) загинула дружина Джона, і він вирішує, що послання Люсінди потрапило в руки його сина не просто так.
На листку також є три майбутні дати, і чергова катастрофа — катастрофа літака рейсу 074 Plymouth Air і загибель 81 людини — відбувається у Джона на очах. Тим часом загадкові мовчазні люди здалеку спостерігають за Калебом і показують йому бачення майбутнього лісового пожежі. Джон намагається поговорити з Діаною, дочкою Люсінди, щоб отримати більше інформації, але вона спершу відмовляється з ним говорити. Потім Джон намагається запобігти наступній передбачуваній катастрофі в Нью-Йорку, але не встигає. Через коротке замикання і переведення стрілки один поїзд метро сходить з рейок, вилітає на перон і врізається в другий поїзд. Головний вагон ковзає по перону, давлячи людей. Всього гине 178 осіб.
Діана зі своєю дочкою Еббі приїжджає до Джона, і вони їдуть в покинутий будинок Люсінди, де виявляють на стіні газетні вирізки про деякі сталися катастрофах і картину, що зображає Єзекіїля, який став на коліна перед Богом на тлі палаючого Сонця. Джон знаходить повторювані слова "Everyone Else» («ВН — все навколо») і розуміє, що після дати останньої катастрофи йде не число «33», а перевернуті літери "EE", тобто катастрофа буде глобальною.
Поки Джон і Діана знаходяться всередині будинку, машину з Калебом і Еббі оточують четверо мовчазних невідомих, але вони йдуть, як тільки Джон прибігає на допомогу. Пізніше Калеб починає писати цифри точно так, як це робила Люсінда, не усвідомлюючи, що він робить, і Еббі зізнається, що вони постійно чують шепіт незнайомців. Останні цифри в записі Калеба показують координати місця поблизу будинку Люсінди.
З урахуванням збільшеної останнім часом активності Сонця і на підставі власних наукових робіт Джон робить висновок, що прийдешні сонячні спалахи спалять всю Землю. Джон разом з Діаною і дітьми їде в школу, знаходить там двері комори, в якому ховалася Люсінда, і виявляє дописані нею останні знаки, які теж вказують на місце поблизу будинку Люсінди. І Джон нарешті розуміє, що вони вказують їм єдине місце для порятунку.
Тим часом Діана їде від школи разом з дітьми, збираючись сховатися в мережі підземних печер. На бензоколонці двоє з загадкових мовчазних незнайомців викрадають машину з Калебом і Еббі. Діана намагається їх наздогнати і гине в аварії на перехресті рівно опівночі, в той самий день, який передбачила їй Люсінда.
Приїхавши в лісисте місце поблизу будинку Люсінди, Джон знаходить дітей цілими і неушкодженими в компанії з «шептунами» (так діти називають мовчазних незнайомців, які спілкувалися з дітьми за допомогою уявного шепоту). "Шептуни" виявляються прибульцями, гуманоїдами в оболонках людей, що нагадують ангелів, які збираються врятувати Калеба і Еббі, щоб вони «почали все заново». Джону не дозволено вирушити разом з дітьми (він хоч і став провісником, але не чув уявного шепоту, а вони беруть тільки тих хто чує ці голоси нарікаючи їх «кличами»), проте Калебу і Еббі дозволено взяти з собою по кролику.
Спершу Калеб відмовляється йти без батька, але Джон переконує його, пообіцявши, що вони в підсумку опиняться разом. Група шептунів разом з Калебом і Еббі залишає Землю на своєму космічному кораблі, що містить величезний пристрій, що зовні нагадує колесо, що обертається з гравюри Бачення Єзекіїля, так само як і ще кілька десятків таких же кораблів з різних кінців планети.
У той час як в Бостоні починаються вуличні заворушення, Джон приїжджає в будинок до своєї сім'ї, щоб побути з близькими в останні хвилини життя людства. Сонячний супер спалах спалює все живе на планеті.
У заключній сцені Калеба і Еббі висаджують на новій планеті, що нагадує Землю, разом з пасажирами-переселенцями інших кораблів. В кінці фільму Калеб і Еббі слухають останні підказки відлітаючих «шепотів» і, одягнені в білі шати, повертаються і біжать до вказаного їм величезного дерева, що нагадує Дерево Життя.

## У ролях
| Актор              | Персонаж                                                                                                | Роль                                                             |
| ------------------ | --- | ---------------------------------------------------------------- |
| Ніколас Кейдж      | Джонатан «Джон» Кесслер (англ. Jonathan «John» Koestler)                                                | професор астрофізики у Массачусетському технологічному інституті |
| Роуз Бірн          | Діана Вейленд / Люсінда Ембрі-Вейленд (англ. Diana Wayland / Lucinda Embry-Wayland)                     | донька Люсінди                                                   |
| Чендлер Кентербері | Калеб Кесслер (англ. Caleb Koestler)                                                                    | учень початкової школи, син Джона Кесслера                       |
| Бен Мендельсон     | Філ Бекмен (англ. Phil Beckman)                                                                         | професор                                                         |
| Лара Робінсон      | Люсінда Ембрі / Еббі Вейленд / Діана Вейленд (англ. Lucinda Embry / Abby Wayland / Young Diana Wayland) | мала донька жінки, що закопала капсулу часу                      |
| Надія Таунсенд     | Ґрейс Кесслер (англ. Grace Koestler)                                                                    |                                                                  |
| Ліам Гемсворт      | Спенсер (англ. Spencer)                                                                                 |                                                                  |

## Сприйняття

### Критика
Фільм отримав загалом змішані відгуки: Rotten Tomatoes дав оцінку 33 % на основі 177 відгуків від критиків (середня оцінка 4,7/10) і 47 % від глядачів із середньою оцінкою 3,1/5 (429,035 голосів). Загалом на сайті фільми має негативний рейтинг, фільму зарахований «гнилий помідор» від кінокритиків і «розсипаний попкорн» від глядачів, Internet Movie Database — 6,2/10 (143 997 голосів), Metacritic — 41/100 (27 відгуків критиків) і 6,1/10 від глядачів (299 голосів). Загалом на цьому ресурсі від критиків фільм отримав змішані відгуки, а від глядачів — позитивні.

### Касові збори
Під час показу у США, що розпочався 20 березня 2009 року, протягом першого тижня фільм показали у 3,332 кінотеатрах і він зібрав $24,604,751, що на той час дозволило йому зайняти 1 місце серед усіх прем'єр. Показ фільму протривав 112 днів (16 тижнів) і завершився 9 липня 2009 року. За цей час фільм зібрав у прокаті у США $79,957,634, а у решті світу $103,635,952, тобто загалом $183,593,586 при бюджеті $50 млн. Від продажу DVD-дисків було виручено $24,136,027.
Під час показу в Україні, що стартував 26 березня 2009 року, протягом першого тижня фільм показали у 31 кінотеатрі і він зібрав $189,708, що на той час дозволило йому зайняти 1 місце серед усіх прем'єр. Показ фільму в Україні протривав 5 тижнів і за цей час стрічка зібрала $345,173.

### Нагороди і номінації[11]
| Рік  | Нагорода                               | Категорія                                                            | Номінант                                                     | Результат |
| ---- | -------------------------------------- | -------------------------------------------------------------------- | ------------------------------------------------------------ | --------- |
| 2010 | ASCAP Film and Television Music Awards | Найкращі фільми за касовими зборами                                  | Марко Бельтрамі                                              | Перемога  |
| 2010 | Сатурн                                 | Найкращий науково-фантастичний фільм                                 | стрічка                                                      | Номінація |
| 2010 | Visual Effects Society Awards          | Найкращий візуальний ефект року                                      | Ден Бреквольдт, Каміль Селуччі, Ендрю Джексон, Анджело Сахін | Номінація |
| 2010 | Премія «Молодий актор»                 | Найкраще виконання у художньому фільмі — молодий актор другого плану | Чендлер Кентербарі                                           | Номінація |